# Le Valdécie
Le Valdécie är en kommun i departementet Manche i regionen Normandie i norra Frankrike. Kommunen ligger i kantonen Bricquebec som tillhör arrondissementet Cherbourg. År 2018 hade Le Valdécie 145 invånare.

## Befolkningsutveckling
Antalet invånare i kommunen Le Valdécie
| Referens: INSEE |